# 馬凱 (記者)
馬凱，原名维克托·马利特（英語：Victor Mallet，1960年5月14日—）是一名英國作家、記者。
早年畢業於牛津大學墨頓學院英文系，後來任職於路透社、金融時報以及牛津大學出版社。曾任駐香港記者，擔任香港外國記者會副主席期間被香港特區政府褫奪工作簽證，被質疑因為其邀請香港民族黨召集人陳浩天演講，引發風波。

## 爭議事件

### 工作簽證不獲續期
《金融時報》於2018年10月5日證實，香港特區政府拒絕延續馬凱工作簽證。香港政府以國際慣例為由，拒絕公開拒發原因。外界普遍認為與馬凱邀請香港民族黨召集人陳浩天演講有關。《金融時報》及後就決定提出上訴。10月7日，他再次入境香港，但只獲批7日簽證（一般英國旅客可留港6個月）。歐盟、英國外交部、美國駐港總領事館、香港美國商會等組織均發表聲明，憂慮事件對香港新聞、言論自由的影響。建制派議員及中國外交部則認同特區政府做法，並批評香港外國記者會容許香港民族黨陳浩天宣揚港獨。
2020年6月8日，張曉明在一個有關《基本法》的研討會發表有關評論，指港府拒絕馬凱續辦在港工作簽證，是中央收緊對港控制的標誌性事件，並反問：「但他們為甚麼不去想想，導致這些『後果』的『前因』是甚麼？」。

### 入境被拒絕
2018年11月8日，馬凱以旅客身分訪問香港，但被入境處人員扣留查問數小時後，不獲准入境。中华人民共和国外交部发言人华春莹就此事回应称“这是很正常的事”。

## 著作
- 2011年10月10日：《The Trouble With Tigers: The Rise and Fall of South-East Asia》 ISBN 978-0006388883
- 2017年10月19日：《River of Life, River of Death: The Ganges and Modern India》[15][16] ISBN 978-0198786177